# 拉斯特山
63°28′S 57°5′W / 63.467°S 57.083°W
拉斯特山（英語：Last Hill）是南極洲的山丘，位於葛拉漢地的特里尼蒂半島，處於霍普灣西南面7公里和迪尤斯灣東北面4公里，海拔高度350米，由瑞典的探險隊發現。